# Clusiodes apicalis
Clusiodes apicalis är en tvåvingeart som beskrevs av Zetterstedt 1848. Clusiodes apicalis ingår i släktet Clusiodes och familjen träflugor. Arten är reproducerande i Sverige. Inga underarter finns listade i Catalogue of Life.